# Недобра квартира
«Недобра квартира» — квартира, в якій відбувається дія роману М. О. Булгакова «Майстер і Маргарита», зокрема, проходить «бал сатани». Адреса, вказана в романі — Москва, Велика Садова, 302-біс, п'ятий поверх, кв. № 50.

## Прообраз квартири
Згідно з «Булгаковською енциклопедією» Бориса Соколова, можливим прообразом «недоброї квартири» стала квартира № 50 у будинку № 10 на Великій Садовій вулиці в Москві, де Булгаков жив у 1921—1924 роках. Це була комунальна квартира коридорного типу, яка складалася з кількох кімнат, де жили різні сім'ї. Деякі риси планування подібні до квартири № 34 в цьому будинку, де письменник мешкав у серпні-листопаді 1924 року. За спогадами першої дружини Булгакова, у квартирі № 50 жила жінка, яка стала прототипом Аннушки з роману.
Квартиру № 50 також згадано в інших творах письменника: «№13. Будинок Ельпіт- Робкомуна», «Псалом», «Самогонне озеро», «Спогад…».
2004 року передано фонду Булгакова. Тепер там міститься музей.
Описаний у романі «бал сатани», на думку Бориса Соколова, міг бути списаний із п'яних оргій у «Дачній комуні» Кучино, які влаштовував начальник Спецвідділу ВНК Гліб Бокій.

## Передісторія
За два роки до початку дії роману з «недоброї квартири» протягом тижня загадково зникли п'ять мешканців та «коректний міліціонер у білих рукавичках», що зайшов по одного з квартиронаймачів. Інші мешканці будинку ще довго розповідали неймовірні легенди про те, що сталося, але вже через тиждень у цю квартиру вселяються директор Театру Вар'єте Степан Лиходєєв та голова МАССОЛІТу Михайло Берліоз із дружинами. Незабаром дружини обох зникають, але цього разу не безвісти.
У книзі докладний опис цих подій займає цілу сторінку в 7-му розділі, а в серіалі Володимира Бортка п'яний Лиходєєв особисто розповідає цю історію якійсь жінці на вечері у «Домі Грибоєдова».

## Основна сюжетна лінія
З появою Воланда в Москві Берліоз гине під колесами трамвая, Лиходєєва «нечистою силою» закидає в Ялту, а в «недобрій квартирі» селиться почет сатани, тосу за нею остаточно закріплюється погана репутація.
У 27-му розділі кіт Бегемот влаштовує в «недобрій квартирі» пожежу, через яку згоряє весь будинок. На цьому історія «недоброї квартири» закінчується.

## Історія будинку
Будинок зведено в 1902—1903 роках у стилі модерн. Архітектори — Е. С. Юдицький та А. А. Мілков. Господар ділянки — меценат, власник тютюнової фабрики «Дукат» Ілля Давидович Пігіт. Кімнати здавали слухачам МВЖК, а також лікарям, митцям. У будинку було обладнано художню майстерню.

## Альтернативний варіант прообразу «недоброї квартири»
На думку мистецтвознавця та культуролога Марини Колотило, існує й інший можливий прообраз «недоброї квартири». У Толстовському будинку в Санкт-Петербурзі також є легенда про «недобру квартиру».

Автор книги «Толстовський будинок. Люди і долі» М. М. Колотило в одній зі статей пише:
Недобра «булгаківська» квартира мала № 50, сім кімнат і була розташована на п'ятому поверсі п'ятиповерхового будинку. За іронією нечистої сили недобра «толстовська» квартира має № 60, вісім кімнат і розташована на шостому поверсі шестиповерхового будинку.
Оригінальний текст (рос.)
Нехорошая «булгаковская» квартира имела № 50, семь комнат и была расположена на пятом этаже пятиэтажного дома. По иронии нечистой силы нехорошая «толстовская» квартира имеет № 60, восемь комнат и расположена на шестом этаже шестиэтажного дома.
— Марина Колотило
У легенді про недобру «толстовську» квартиру, яку авторка книжки М. М. Колотило записала зі слів кількох літніх мешканців Толстовського будинку, є деякі реальні люди і події.

Наприклад, у книзі зазначено:
У суворі роки великого терору 1 жовтня 1937 року з квартири зник мешканець — консультант Ленінградського музею та позаштатний консультант штабу РСЧА з далекосхідних питань. Він ніколи більше не повернувся. Як стало відомо значно пізніше, його розстріляли через місяць після зникнення з недоброї квартири.
Оригінальний текст (рос.)
В суровые годы великого террора 1 октября 1937 года из квартиры исчез житель — консультант Ленинградского музея и внештатный консультант штаба РККА по дальневосточным вопросам. Он никогда больше не вернулся. Как стало известно гораздо позже — его расстреляли через месяц после исчезновения из нехорошей квартиры.
— Марина Колотило
У цій самій книзі розказано про реального мешканця цієї квартири — знаменитого сходознавця Д. М. Позднєєва, заарештованого 1 жовтня і розстріляного 30 жовтня 1937 року. Зі сестрою Д. М. Позднєєва і О. М. Позднєєва — Софії Матвіївні Позднєєвою був одружений дядько М. О. Булгакова — протоієрей Петро Булгаков (Булгаков Петро Іванович). Під час відвідування Ленінграда М. О. Булгаков завжди зупинявся у родичів у недобрій «толстовській» квартирі, справжній номер якої 660 (у квартир Толстовського будинку тризначна нумерація, де перша цифра позначає поверх).
Однак не слід плутати «Легенду про недобру квартиру» з міфічним мешканцем та міфічним номером 60 (що є літературною вигадкою) та реальну квартиру 660. Безпосередньо не можна співвідносити і прирівнювати літературних героїв та реальних людей.
Крім того, М. М. Колотило в книзі «Толстовський будинок. Сузір'я імен» показала, що Д. М. Позднєєв був для М. О. Булгакова одним із прообразів Воланда.